# POSTMÄRCHEN
POSTMÄRCHEN是日本的创作型同人社团。

## 概要
POSTMÄRCHEN是为了制作原创的动画作品而于1999年创建的漫画、动画系的创作型同人社团。社长是川相湊（Kawai Minato）。名称POSTMÄRCHEN的由来是在表示「……以后」的前缀POST后加上德语里表示「传说」的意思的MÄRCHEN。也被称为「PMMK」（「POSTMÄRCHEN by MINATO KAWAI」的简称）。主要工作是为动画、游戏提供音乐、设计等，现在也断续持续着活动。

## 主要成员
由作曲家、动画师等数人组成。
- 监督:川相湊（Kawai Minato） -社长
- 程序员:（Serika）
- 作曲家:岩下倫太郎（Iwashita Rintarou）

除此之外，还有临时参加的制作人员。

## 参加作品
均以PMMK名义参加。
Windows PC游戏
- Little Busters!（音乐，2007年）[2]
- Little Busters! EX（音乐，2008年）

电视动画
- Little Busters!（音乐，2012年）[3]